# بشیرآباد (گراش)
 بشیرآباد نام روستایی از توابع دهستان خلیلی است که در بخش مرکزی شهرستان گراش در جنوب استان فارس در ایران واقع شده‌است.

## موقعیت روستا
این روستا در ۱۳ کیلومتری شرق خلیلی و ۱۶ کیلومتری غرب فداغ، مابین روستاهای لب‌اشکن و حسین‌آباد واقع شده‌است.

## مردم و جمعیت
بر اساس سرشماری مرکز آمار ایران در سال ۱۳۹۵، جمعیت بشیرآباد ۱۵۹ نفر، شامل ۴۱ خانوار بوده‌است.
شغل اکثریت مردم دامداری و کشاورزی است.